# Falla
Falla is een plaats in de gemeente Finspång in het landschap Östergötland en de provincie Östergötlands län in Zweden. De plaats heeft 463 inwoners (2005) en een oppervlakte van 72 hectare.

## Verkeer en vervoer
Bij de plaats loopt de Länsväg 215.